# 潘禹謨
潘禹謨（1576年—？），字明叔，號又玄，廣東廣州府增城縣人，民籍，明朝政治人物。

## 生平
萬曆二十八年（1600年）庚子科廣東鄉試第十九名舉人，三十二年（1604年）中式甲辰科會試第二百六名，三甲第六十七名進士。工部觀政，授鄱陽縣知縣，三十八年（1610年）升南京戶部主事。

## 家族
曾祖潘珊；祖父潘信；父潘湖，母湛氏。具慶下。妻陳氏；繼妻張氏。